# Vòng play-off Copa América Centenario

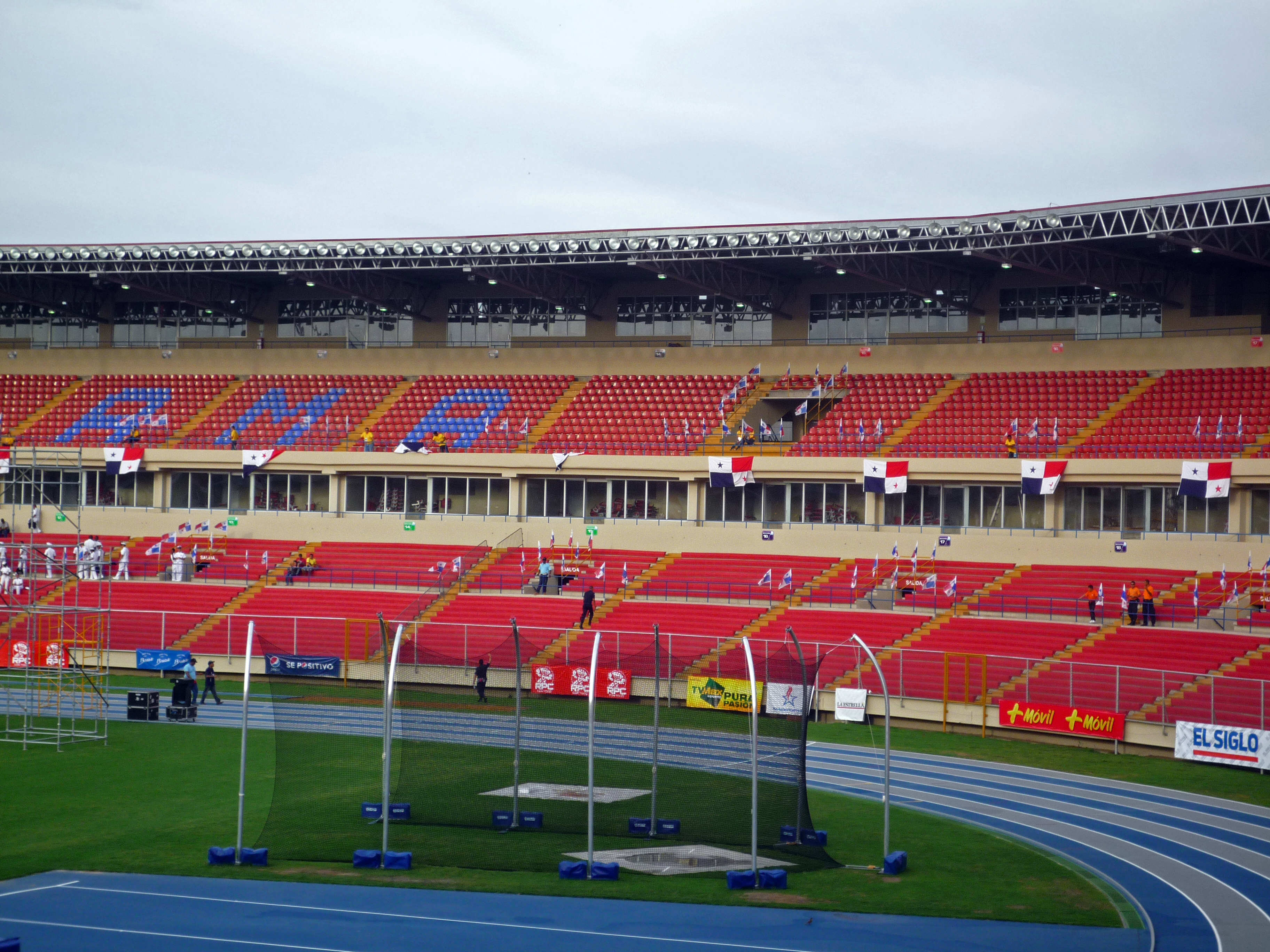
Sân vận động Estadio Rommel Fernández

Vòng play-off Copa América Centenario là những trận đấu bóng đá quốc tế để quyết định hai đội tuyển quốc gia CONCACAF cuối cùng để tham dự Copa América Centenario. Hai trận đấu giữa (Panama gặp Cuba, Trinidad and Tobago gặp Haiti) sẽ diễn ra tại Sân vận động Rommel Fernández ở Thành phố Panama, Panama vào ngày 8 tháng Giêng 2016, hai đội thắng sẽ dự Copa América Centenario.

## Quá trình
Sẽ có 16 đội tuyển tham dự Copa América Centenario, sáu đội đến từ CONCACAF. Bốn trong sáu đội đại diện của CONCACAF đã được xác định thông qua Cúp Vàng CONCACAF 2015:
| Đội        | Khu vực | Cách thức                         |
| ---------- | ------- | --------------------------------- |
| Hoa Kỳ     | NAFU    | Mặc định tham dự                  |
| México     | NAFU    | Mặc định tham dự                  |
| Costa Rica | UNCAF   | Vô địch Cúp bóng đá Trung Mỹ 2014 |
| Jamaica    | CFU     | Vô địch Cúp bóng đá Caribe 2014   |

Hai vị trí còn lại sẽ được xác định bằng một trận play-off thông qua Cúp Vàng CONCACAF 2015. Hệ thống được xác định như sau:
- Nếu một đội khác bốn đội đã giành quyền tham dự đoạt chức vô địch Cúp Vàng CONCACAF 2015, đội vô địch sẽ giành quyền tham dự Copa América Centenario, còn hai đội có vị trí cao nhất ngoài bốn đội giành đã giành quyền tham dự Copa América Centenario của Cúp Vàng CONCACAF 2015 sẽ thi đấu trong 1 trận play-off.
- Nếu một đội đã giành quyền tham dự đoạt chức vô địch Cúp Vàng CONCACAF 2015, bốn đội có vị trí cao nhất ngoài bốn đội giành đã giành quyền tham dự Copa América Centenario của Cúp Vàng CONCACAF 2015 sẽ thi đấu trong 2 trận play-off, đội cao nhất gặp đội thứ tư, đội thứ hai gặp đội thứ ba.

Do (Mexico) đã giành quyền tham dự Copa América Centenario, sẽ có 4 đội tham dự play-off.

## Bảng xếp hạng Cúp Vàng CONCACAF 2015
| VT | Đội                | ST | T | H | B | BT | BB | HS  | Đ  | Giành quyền tới Copa América Centenario              |
| -- | ------------------ | -- | - | - | - | -- | -- | --- | -- | ---------------------------------------------------- |
| 1  | México             | 6  | 4 | 2 | 0 | 16 | 6  | +10 | 14 | Giành quyền tham dự thông qua Cúp Vàng CONCACAF 2015 |
| 2  | Jamaica            | 6  | 4 | 1 | 1 | 8  | 6  | +2  | 13 | Giành quyền tham dự thông qua Cúp Vàng CONCACAF 2015 |
| 3  | Panama             | 6  | 0 | 5 | 1 | 6  | 7  | −1  | 5  | Play-off                                             |
| 4  | Hoa Kỳ             | 6  | 3 | 2 | 1 | 12 | 5  | +7  | 11 | Giành quyền tham dự thông qua Cúp Vàng CONCACAF 2015 |
|    |                    |    |   |   |   |    |    |     |    |                                                      |
| 5  | Trinidad và Tobago | 4  | 2 | 2 | 0 | 10 | 6  | +4  | 8  | Play-off                                             |
| 6  | Haiti              | 4  | 1 | 1 | 2 | 2  | 3  | −1  | 4  | Play-off                                             |
| 7  | Costa Rica         | 4  | 0 | 3 | 1 | 3  | 4  | −1  | 3  | Giành quyền tham dự thông qua Cúp Vàng CONCACAF 2015 |
| 8  | Cuba               | 4  | 1 | 0 | 3 | 1  | 14 | −13 | 3  | Play-off                                             |
|    |                    |    |   |   |   |    |    |     |    |                                                      |
| 9  | El Salvador        | 3  | 0 | 2 | 1 | 1  | 2  | −1  | 2  |                                                      |
| 10 | Canada             | 3  | 0 | 2 | 1 | 0  | 1  | −1  | 2  |                                                      |
| 11 | Honduras           | 3  | 0 | 1 | 2 | 2  | 4  | −2  | 1  |                                                      |
| 12 | Guatemala          | 3  | 0 | 1 | 2 | 1  | 4  | −3  | 1  |                                                      |

Ghi chú: Các trận đấu giải quyết bằng hiệp phụ sẽ tính thắng thua còn trận đấu quyết định bằng sút luân lưu sẽ tính là một trận hòa.

## Hạt giống
Bốn đội được xếp hạt giống thông qua kết quả tại Cúp Vàng:
1. Panama
2. Trinidad và Tobago
3. Haiti
4. Cuba

Các trận đấu sẽ là:
- Hạt giống #1 gặp Hạt giống #4
- Hạt giống #2 gặp Hạt giống #3

Theo báo cáo là sẽ có hai lươt trận mỗi cặp đấu vào tháng 10 năm 2015. Tuy nhiên, ngày 29 tháng 10 năm 2015 CONCACAF xác nhận chỉ có một trận đấu diễn ra trên sân Sân vận động Rommel Fernández ở Thành phố Panama, Panama vào ngày 8 tháng 1 năm 2016, việc Panama giành quyền chủ nhà do có vị trí cao nhất.

## Các trận đấu
| Trinidad và Tobago | 0–1      | Haiti       |
| ------------------ | -------- | ----------- |
|                    | Chi tiết | Belfort 83' |

| Panama                                                 | 4–0      | Cuba |
| ------------------------------------------------------ | -------- | ---- |
| Gómez 4' · Tejada 18' (ph.đ.) · Cooper 52' · Pérez 89' | Chi tiết |      |

Notes
1. ↑  CONCACAF đã thực hiện đính chính công nhận bàn thắng cho Kervens Belfort. Trước đó bàn thắng được tính cho Pascal Millien.[4]